# سیارک ۲۹۳۰۷
سیارک ۲۹۳۰۷ (به انگلیسی: 29307 Torbernbergman، نامگذاری:1993TB39) بیست و نه هزار و سیصد و هفتمین سیارک کشف شده‌است که در ۹ اکتبر ۱۹۹۳ کشف شد.